# Halssländor
Halssländor (Raphidioptera) är en ordning i klassen insekter
Drygt 150 arter är kända. Alla lever på norra halvklotet och där de finns är de ganska vanliga. Fyra av arterna finns i Sverige. De som finns i Nordamerika finns uteslutande i västra USA. 
Halssländorna blir 7-17 mm långa. Som namnet antyder har dessa insekter en lång hals (prothorax). Det är det främsta av mellankroppens segment som är förlängt. De har normala omodifierade framben. Alla arterna är rovdjur, både som larver och som vuxna (imago). Honorna har ofta långa äggledare. 
En del halssländor (Raphidiidae) har tre extra småögon bestående av enstaka fasetter på ovansidan av huvudet. 